# Valka distrikt
Valka  distrikt (lettiska: Valkas rajons) var till 2009 ett administrativt distrikt i Lettland, beläget i den norra delen av landet, ca 160 kilometer från huvudstaden Riga. Distriktet angränsar med distrikten Valmiera, Cēsis, Dobele och Alūksne.
Den största staden är Valka med 6 459 invånare.